# Altengottern
Altengottern est une ancienne commune allemande de l'arrondissement d'Unstrut-Hainich, Land de Thuringe.

## Géographie
Altengottern se situe sur l'Unstrut.
| Weinbergen | Körner        | Bothenheilingen |
|            | Altengottern  | Bad Langensalza |
|            | Großengottern |                 |

## Histoire
Altengottern est mentionné pour la première fois en 997 sous le nom d'Aldengudeno. Des études récentes laissent penser que la réunion de deux villages de Hermundures serait entre 802 et 817.

## Personnalités liées à la commune
- Wolf Rudolf Marschall von Altengottern (1855–1930), général mort au château d'Altengottern (de).